# Isojärvi (sjö i Finland, Norra Österbotten, lat 65,37, long 28,45)
Isojärvi är en sjö i Finland. Den ligger i kommunen Taivalkoski i landskapet Norra Österbotten, i den centrala delen av landet, 600 km norr om huvudstaden Helsingfors. Isojärvi ligger 211,6 meter över havet. Den är 24 meter djup. Arean är 2,25 kvadratkilometer och strandlinjen är 12,9 kilometer lång. Sjön  ingår i Ijo älvs huvudavrinningsområde.   Den sträcker sig 3,1 kilometer i nord-sydlig riktning, och 4,2 kilometer i öst-västlig riktning.